# بكفيا
 بكفيا هي بلدة لبنانية تابعة لقضاء المتن بمحافظة جبل لبنان. يمثل الموارنة أغلب سكانها. ومن أشهر أعلامها مؤسس حزب الكتائب الشيخ بيار الجميّل ونجلاه رئيسا لبنان سابقًا أمين وبشير.

## أعلام
- نديم الجميل
- بيار الجميل
- فيلبس بطرس الجميل
- سامي الجميل
- أمين الجميل
- بشر فارس
- ديزيره سقال